# Holneiker Mendes Marreiros
Holneiker Mendes Marreiros (* 25. April 1995), auch einfach nur  Mendes genannt, ist ein brasilianischer Fußballspieler.

## Karriere
Holneiker Mendes Marreiros erlernte das Fußballspielen in der Jugendmannschaft von Palmeiras São Paulo im brasilianischen São Paulo. Hier stand er bis 2014 unter Vertrag. Über die brasilianische Station União EC aus Rondonópolis wechselte er im September 2015 nach Japan. Hier unterschrieb er einen Vertrag bei Zweigen Kanazawa. Der Verein aus Kanazawa spielte in der zweiten japanischen Liga, der J2 League. Bis August 2017 absolvierte er 15 Zweitligaspiele. Mitte August 2017 wechselte er zum Tochigi SC. Mit dem Verein aus Utsunomiya spielte er in der dritten Liga. Ende der  Saison wurde er mit dem Klub Vizemeister und stieg in die zweite Liga auf. Für Tochigi absolvierte er insgesamt 12 Spiele. Von  Februar 2020 bis Mitte September 2020 war er vertrags- und vereinslos. Am 17. September 2020 nahm ihn der Zweitligist Ventforet Kofu aus Kōfu unter Vertrag. Für Ventforet absolvierte er 44 Ligaspiele. Im Januar 2022 wechselte er nach Kyōto zum Erstligaaufsteiger Kyōto Sanga. Für Kyōto bestritt er 20 Erstligaspiele. Nach der Saison wurde sein Vertrag nicht verlängert. Mitte Mai 2023 nahm ihn der japanische Zweitligist JEF United Ichihara Chiba unter Vertrag. Hier bestritt er in zwei Spielzeiten 28 Ligaspiele. Nach der Saison 2024 wurde sein Vertrag bei JEF nicht verlänhgert.

## Erfolge
Tochigi SC
- Japanischer Drittligavizemeister: 2017  ▲